# Кымыл
Кымыл (азерб. Qımıl, лезг. Хъимил) — селение в Губинском районе Азербайджана.

## География
Селение Кымыл расположено на западе от Губы. Оно лежит на пути из Гусара в Хыналыг (со стороны Губы дорога в Хыналыг идёт через Кымылказму).

## История
Кымыл относится к старинным лезгинским сёлам Азербайджана. Эта деревня (в литературе под названием Кимил) входила в состав Типского магала Кубинского участка одноимённого уезда Дербентской губернии, просуществовавшей с 1846 по 1860 год. После упразднения Дербентской губернии, её большая часть вошла в состав новообразованной Дагестанской области, в то время как Кубинский уезд отошёл Бакинской губернии.
В последующем казённая деревня Кимиль являлась одной из деревень Кубинского уезда Бакинской губернии. В конце XIX века — начале XX веков Кимиль, Качраш, Кунчал // Кюнчал, Кюснет-бала и Учкюн составляли Учкюнское (Кимильское) сельское общество.
В статистических материалах второй половины XIX века фигурирует отселок Кечи-ятаг (от Кимиля), на левом берегу реки Кудиалчай. Кишлаки (отселки) возникали на временных зимних пастбищах, причём эти земли составляли общинную собственность селений. Их предназначением являлась пастьба скота в зимний период. К переселению части жителей на зимние пастбища двигали разрастание селений и распад больших семей. Так от Кымыля, как основного селения, отделился отселок Кымыл-кишлак.
8 августа 1930 года в составе Азербайджанской ССР был образован Кубинский район. В 1960 — 1970-х годах Кимиль являлся одним из населённых пунктов Кюпчалского сельского совета (сельсовета) данного района.

## Население
Население села по историческим данным указывалось как кюринцы и лезгины.
Под «лезгинами», как и под «кюринцами», подразумеваются собственно этнические лезгины, но до революции термин «лезгины» обычно употреблялся также ещё в качестве обобщающего названия горских народов Дагестанской области и южных склонов Главного Кавказского хребта.

### XIX век
Согласно сведениям «Кавказского календаря» на 1857 год в селении Кимиль (название на местном языке ﻗﻤﻴﻞ) проживали лезгины-сунниты и разговаривали на кюринском языке (то есть на лезгинском). По данным списков населённых мест Бакинской губернии от 1870 года, составленных по сведениям камерального описания губернии с 1859 по 1864 год, здесь было 113 дворов и 911 жителей, состоящих из кюринцев-суннитов.
В дальнейшем мы видим увеличение численности населения деревни. Так, по сведениям 1873 года, опубликованным в изданном в 1879 году под редакцией Н. К. Зейдлица «Сборнике сведений о Кавказе», в Кимиле было столько же дворов (113), но при численности жителей в 1,040 человек и также кюринцев-суннитов (лезгин-суннитов). Материалы посемейных списков на 1886 год показали в Кимиле уже 1,323 жителя (119 дымов), все из которых кюринцы-сунниты (лезгины-сунниты), представленные 1,256 крестьянами на казённой земле (110 дымов) из 67 представителями суннитского духовенства. По результатам переписи 1897 года в Кимиле проживало 1,187 жителей и все мусульмане.

### XX век
Численность и состав населения Кимиля приводится и в «Кавказском календаре» на 1904 год. Сведения этого источника опирались на данные статистических комитетов Кавказского края. Согласно календарю, в Кимиле было 1,323 жителя и также в основном кюринцы.
«Кавказский календарь» на 1910 год отмечает уже два населённых пункта: Кимиль и Кимил-кишляги. Согласно приводимым им данным в Кимиле за 1908 года проживало 1,575 человек, в основном «лезгины». Что касается Кимил-кишляги, то по календарю в этом месте за 1907 год проживало 482 человека, которые были указаны как кюринцы. 
По сведениям Списка населённых мест, относящемся к Бакинской губернии и изданном Бакинским губернским статистическим комитетом в 1911 году, в Кимиле насчитывалось 1,068 жителей (80 дымов), лезгин по национальности, из которых 9 представителей духовенства (1 дым) и 1,059 поселян на казённой земле (79 дымов);. Те же материалы сообщают, что здесь был один мужчина, имевший грамотность на русском и 4 мужчины, имевшие грамотность на местном языке.
Очередной «Кавказский календарь» на 1912 год показал уже 1,562 человека, также состоящих в основном из лезгин. Что касается последующих выпусков «Кавказского календаря» на 1915 и 1916 годы, то они отличаются от всей остальной статистической литературы дореволюционного периода тем, что жители Кимиля в них теперь указывались как «татары» (то есть азербайджанцы); численность населения по этим календарям — 1,644 человека.
По официальным данным 2009 года, население Кымыла составляло 512 человек.

## Язык
Жители Кымыла разговаривают на лезгинском языке. Употребление здесь кюринского языка (то есть лезгинского) отмечалось ещё в  «Кавказском календаре» на 1857 год. Помимо него, жители также знают азербайджанский язык.
Большинство лезгин Азербайджана являются носителями кубинского наречия лезгинского языка. Что касается речи трёх лезгинских сёл Губинского района (Кымыля,  Куснета и Учгюна), именуемой советско-азербайджанским лингвистом Саадиевым говором (кимильский говор лезгинского языка), то она представляет особый диалект, который испытал сильное влияние азербайджанского языка.

## Культура
В XIX веке Кымыл являлся одним из тех сёл азербайджанских лезгин, где было наиболее развито производство деревянных изделий. Здесь также занимались ковроткачеством.

## Достопримечательности

### Хурунхур
Возле селения Кымыл расположено средневековое поселение «Хурунхур», которое датируется XIII — XVII веками. Данный памятник был впервые зафиксирован в 1980 году специальной археологической экспедицией «Свод археологических памятников Азербайджана» (САПА).
Хурунхур представляет собой вытянутый с запада на восток холм овальной формы, поверхность которого заросла травой, кустарником и деревьями. При проведении канала, у основания с южной стороны, он был частично разрушен и в некоторых местах стали видны остатки строений из булыжника.

### Гаргакала I
В 1 км к северо-западу от Кымыля находится раннесредневековое поселение «Гаргакала I», занимающая обширную территорию предгорной возвышенности. Этот памятник был впервые зафиксирован в 1980 году специальной археологической экспедицией «Свод археологических памятников Азербайджана» (САПА).
В его центре находится холм высотой 15-18 метров и площадью около 2 тысяч м², в пределах которого сохранились остатки строений в виде вала. Высота вала более 1 метра. Памятник, на основе добытого здесь материалы, датируется IX — XII веками.

### Гаргакала II
В 1,5 км к юго-востоку от Кымыля, на берегу реки Кудиалчай, расположен раннесредневековый могильник «Гаргакала II». Его случайно обнаружили в 1980 году учащиеся местной школы.